# Робърт Хайнлайн
Робърт Енсън Хайнлайн (на английски: Robert Anson Heinlein) е американски писател, сред най-популярните, влиятелни и противоречиви автори на научна фантастика.
Често наричан „доайен на научната фантастика“, той изгражда висок стандарт на научна и инженерна достоверност, достигнат от малцина, и допринася за повишаването на литературното качество на жанра. Хайнлайн е един от първите автори на научна фантастика, който в края на 40-те години започва да публикува в неспециализирани списания като „The Saturday Evening Post“. Той е и сред първите, успели да продават в масови тиражи научнофантастични романи. В продължение на дълги години Робърт Хайнлайн, Айзък Азимов и Артър Кларк са известни като „Голямата тройка“ на фантастиката.
Хайнлайн е майстор на късия разказ и е един от много автори, повлияни в писането си от Джон Кембъл, редактора на сп. „Удивителна научна фантастика“ – въпреки че самият Хайнлайн не отдава голямо значение на влиянието на Кембъл върху оформянето на стила си. Основните теми в работите на Хайнлайн са социални – личната свобода, радикалният индивидуализъм, либертарианството, задълженията на индивида към обществото, влиянието на организираната религия върху културата и управлението, връзката между физическата и емоционалната любов. Освен това произведенията му често включват разсъждения за нетрадиционни семейни взаимоотношения и размишления за влиянието на пътуването в космоса върху културните навици на човека. Неортодоксалният му подход към тези теми предизвиква силно противоположни реакции на творчеството му. Някои критици определят романа му от 1959 година „Звездните рейнджъри“ („Starship Troopers“) като поддържащ милитаристки и фашистки възгледи. В същото време романът от 1961 година „Странник в странна страна“ („Stranger in a Strange Land“) го превръща в знакова фигура на сексуалната революция и контракултурата.
Хайнлайн печели четири награди Хюго за свои романи; освен това петдесет години след публикацията им три от творбите му получават наградата Ретро Хюго (награди давани за годините, в които не са раздавани Хюго наградите). Хайнлайн е първият удостоен с титлата Гранд Мастър от Научнофантастични и фентъзи писатели на Америка за цялостен принос. В творчеството си Хайнлайн използва думи, които впоследствие стават част от английския език, като например „grok“ (пълно споделяне на реалността или начин на мислене с друга физическо или идейно същество), „Waldo“ (телеманипулатор, устройство, което позволява движение, наподобяващо движение на човешка ръка от машина, управлявана от човек) и популяризира израза „Предай нататък“.

## Биография

### Произход
Робърт Хайнлайн е роден на 7 юли 1907 година в Бътлър, щат Мисури, но израства в Канзас Сити. Светогледът и ценностите на този регион, по собствените му думи, част от Библейския пояс, оказват значително влияние върху творчеството му, особено върху по-късните му книги, като „Достатъчно време за любов“ и „Отвъд залеза“, съдържащи много елементи от културната атмосфера от детството му. Въпреки това в зряла възраст Хайнлайн отхвърля, както в книгите си, така и в личния си живот, много от тези консервативни морални възгледи, най-вече в областта на религията и сексуалността.

### Служба във флота
Второто значително влияние върху Хайнлайн идва от армията. През целия си живот той вярва в лоялността, лидерството и други идеали свързвани с армията. През 1929 г. завършва Военноморската академия на Съединените щати в Анаполис и служи във Военноморските сили на новия самолетоносач Лексингтън (CV-2) до 1931 г. През този период той работи в радиокомуникациите, а по-късно става и пилот на един от самолетите. Хайнлайн е под командването на Ърнест Кинг, бъдещият командващ американските военноморски операции през Втората световна война, във връзка с когото често е интервюиран от военните историци. В периода 1933-34 служи на самолетоносача Ропър и е произведен в чин лейтенант. Брат му, Лорънс Хайнлайн, служи в армията, във военновъздушните сили и в националната гвардия на Мисури и се издига до чин генерал-майор.
През 1929 г. Хайнлайн се жени за Елиънор Къри, но бракът им продължава едва една година. През 1932 г. отново се жени, този път за Леслин Макдоналд, която има крайнолеви политически възгледи, споделяни от самия Хайнлан през този период.

### Калифорния
През 1934 г. Робърт Хайнлайн се уволнява от флота поради заболяване от туберкулоза. При продължителния си престой в болница той развива идеята за водното легло. Подробните описания в три негови книги стават причина водните легла да не могат да бъдат патентовани при масовата им поява на пазара през 60-те години.
В продължение на няколко седмици той посещава курсове по математика и физика в Калифорнийския университет в Лос Анджелис, но се отказва заради здравословното си състояние или заради желанието си да се занимава с политика.
През следващите години Робърт Хайнлайн се издържа с разнородни дейности, сред които като брокер на недвижими имоти и миньор в сребърна мина, но като цяло е материално затруднен. По това време той участва активно в социалистическото движение на Ъптон Синклер в Калифорния и в неговата неуспешна кампания за губернаторския пост, като кандидат на Демократическата партия през 1934 г. Самият Хайнлайн прави опит да се кандидатира за представител в щатското събрание през 1938 г., но отпада още на предварителните избори в Демократическата партия.

### Смяна на попрището
След неуспешните политически кампании Хайнлайн, който след уволнението си от флота получава малка пенсия, решава да се заеме с писане, за да изплати по-лесно ипотеката на къщата си. През 1939 г. публикува в списанието Astounding Science Fiction първия си разказ „Линията на живота“ („Life-Line“). Първоначално написан за конкурс за научнофантастичен разказ, авторът го продава на Astounding Science Fiction за значително по-голяма сума от наградата за първо място. Скоро той се превръща в един от водачите на новото направление на социалната научна фантастика. През 1941 г. е почетен гост на Световната конвенция за научна фантастика, проведена в Денвър.
По време на Втората световна война Хайнлайн отново служи във Воненноморския флот. Той работи върху разработката на самолетна техника във Филаделфия, където заедно с него служат Айзък Азимов и Лион Спраг де Камп. В хода на войната обаче Хайнлайн започва да преоценява кариерата си. Атомните бомбардировки над Хирошима и Нагасаки и началото на Студената война го подбуждат да започне да пише прозата си на политически теми. Освен това искал да пробие на по-добре платени пазари. Пише четири разказа за Сатърдей Ивнинг Поуст, първата от които, „Зелените хълмове на Земята“, е отпечатан през февруари 1947 г. Това го прави първият научнофантастичен автор, които излиза от „пълп гетото“. През 1950 г. филмът „Дестинация Луна“, на който Хайнлайн е сценарист и автор на много от ефектите, печели Оскар за специални ефекти. Освен това започва поредица детски научнофантастични книжки, които се издават през 50-те години (по една на година).
Хайнлайн и втората му жена се развеждат през 1947 г., а на следващата авторът се жени за Вирджиния „Джини“ Герстенфелд, с която остава до смъртта си, четиридесет години по-късно. Скоро след брака семейството се мести в Колорадо, но през 1965 г. тя заболява във връзка с географската ширина. Така двамата се местят в Санта Круз, Калифорния, докато чакат завършването на новия си дом в Бони Дуун, Калифорния. Уникалната кръгла къща те проектират и построяват сами (също като тази в Колорадо). Джини несъмнено е първообраз на много от интелигентните му пламенни и независими женски героини.
През 1953-54 семейството пътува около света (предимно с океански лайнери и товарни кораби), което Хайнлайн описва в „Tramp Royale“ и което осигурява научнофантастичен материал за романи разказващи за космически кораби на дълги пътешествия, като „Podkayne of Mars“ и „Фрайди“.
Според Айзък Азимов Хайнлайн прави остър завой на дясно в политическите си възгледи след брака си с Джини. През 1958 г. двамата сформират движението „Патрик Хенри“, а през 1964 г. участват в кампанията на Бари Голдуотър, a „Tramp Royale“ съдържа два дълги пасажа, свързани с изслушванията на Маккарти. Въпреки това през този период Хайнлайн написва „Странник в странна страна“ (1961), в която са развити предимно либерални идеи. Политическата философия на автора може да бъде определена като либертарианство. В поредицата разкази „Бъдещи истории“ той предрича, че през 90-те светът, включително бившите комунистически страни, ще се върнат към икономика лесе-фер.
Поредицата романи на Хайнлайн за подрастващи също е важна част от творчеството на автора. В творбите си Хайнлайн пише на съвременни теми, но през 1959 г. романът „Звездните рейнджъри“ е счетен за прекалено скандален от издателите и авторът е принуден да смени издателя си. С новия издател Хайнлайн е освободен от ограниченията на детската литература и започва да пише „мои си неща, по мой начин“. В тези години той създава романи, които разширяват границите на научната фантастика, включително „Странник в странна страна“ (1961) и „Луната е наставница сурова“ (1966).

### Последни години
От 1970 г. Хайнлайн има поредица здравословни проблеми, нарушавани от периоди на усилена дейност в хобито му – каменоделство. (В лично писмо той говори за това като за „обичайното и любимо занимание между книгите“.) Десетилетието започва с животозастрашаващ перитонит, възстановяването от който трае почти две години. Веднага щом се почувства достатъчно добре, за да пише, Хайнлайн започва работа върху „Достатъчно време за любов“ (1973), която включва много от темите на късното му творчество.
В средата на 70-те Хайнлайн пише две статии за годишника на Енциклопедия Британика. Той и Джини обикалят щатите с цел популяризиране на кръводаряването и за трети път става почетен гост на Световната конвенция за научна фантастика, проведена в Канзас през 1976 г. По време на ваканция на Таити в началото на 1978 г., получава няколко исхемични атаки. През следващите няколко месеца се изтощава все повече и здравето му запада. Проблемът бил запушена каротидна артерия, заради която му е направен един от първите каротидни байпаси. Хайнлайн и Джини са заклети пушачи и пушенето често присъства в романите на автора, както и самозапалващите се цигари.
По време на изслушването му същата година от смесена комисия от долната камара и Сената той заявява, че според него разработките от космическите програми биха помогнали за лечението на възрастни хора. Хирургическата намеса връща силите му и той написва пет нови романа от 1980 г. до смъртта си. Хайнлайн умира на 8 май 1988 г. в съня си от емфизема и сърдечна недостатъчност.
По същото време той е започнал да работи върху друг роман от „Светът като мит“. Няколко от другите му произведения са публикувани посмъртно.
След смъртта му Джини издава сборник с кореспонденцията на Хайнлайн и биографични бележки към кариерата му, издаден през 1989 г. под заглавието „Мърморене от гроба“ („Grumbles from the Grave“). Архивите на автора се съхраняват в библиотеката „Макхенри“ в Калифорнийския университет, Санта Круз. Колекцията включва ръкописи, кореспонденция, снимки и артефакти. Голяма част от архива е дигитализирана и е достъпна онлайн.

## Творчество

### Поредици
По време на кариерата си Хайнлайн пише три до известна степен припокриващи се поредици.
- „Бъдещи истории“
- Поредицата за Лазар Лонг
- „Светът като мит“

### Ранни творби (1939 – 1958)
Първият роман, който Хайнлайн написва „За нас живите: Комедия на навиците“ („For Us, The Living: A Comedy of Customs“, 1939), не е отпечатан до 2003 г., когато Робърт Джеймс намира ръкописа и го публикува. Считана за провал като роман и дегизирана лекция за социалните теории на Хайнлайн, книгата е интересна, защото е прозорец към развитието на радикалните идеи на автора за човека като социално животно, включително и интересът му към свободната любов. Коренът на много от по-късните му произведения може да се открие в този роман. Той съдържа и много материал, който може да се счита за предистория на други негови романи, включително подробно описание на лечението на протагониста, за да не бъде запратен в Ковънтри (място в света на Хайнлайн, където са изпращани непоправимите закононарушители, за да изпитат абсолютна анархия).
Хайнлайн се опитва да съблюдава тези идеи дори през 30-те години и има отворена връзка с друга жена по време на втория си брак. Освен това е нудист; нудизмът и табута, свързани с тялото, са често срещани теми в творчеството му. В пика на Студената война той построява бомбоубежище под дома си, точно като това, описано в „Имението на Фарнъм“.
След „За нас живите“ Хайнлайн започва да продава разкази на списания, а след това и романи от „Бъдещи истории“, които са актуални с политическите, културните и технологичните промени. Списък с бъдещите истории е публикуван в майския брой от 1941 г. на „Astounding“. От време на време Хайнлайн пише романи и разкази, които се отклоняват от бъдещите истории на места, докато в други теми стриктно се придържа към тях. Тези несъответствия са обяснени като мода, в по-късните му истории от „Светът като мит“.
Първият му роман, издаден като книга, „Ракетата „Галилей““ („Rocket Ship Galileo“), първоначално е отхвърлен, защото пътуването до луната е считано за твърде далечно, но скоро намира издател, който го публикува заедно с романите му за подрастващи (по един всяка година за коледния сезон). Едни от най-добрите от тази поредица са „Have Space Suit—Will Travel“, „Фермер в небесата“ („Farmer in the Sky“) и „Астронавта Джоунс“ („Starman Jones“). Много от тези романи са издадени първо в периодичния печат с различни заглавия. Често се говори, че манията на Хайнлайн за уединение е породена, поне отчасти, от противоречивия му личен живот и кариерата му на писател на детски романи, но в „За нас живите“ той говори за политическата важност на правото на личен живот като принцип.
В тези романи Хайнлайн смесва юношеските с темите на възрастните. Често главният герой е интелигентен тийнейджър, който си проправя път в обществото на възрастните. На повърхността са прости приключения, постижения и премеждия с глупави учители и завистливи връстници. Така авторът става поддръжник на идеята, че младите читатели са много по-умели и могат да се справят с повече неща, отколкото повечето хора смятат.

### 1959 – 1960: творческите години
Хайнлайн окончателно приключва с юношеските романи със „Звездните рейнджъри“ (1959), която поражда много полемики и е личната му молба към Айзенхауър да спре ядрените опити. По-късно Хайнлайн пише „„Патрик Хенри“ ги шокира. „Звездните рейнджъри“ ги вбесиха“.
В романа са включени теми като дълг, гражданство и ролята на армията в обществото; представено е общество, в което избирателно право е дадено само на тези, минали през военна служба. В случая на главния герой – в редиците на мобилната пехота.

### 1961 – 1973: средният период
От 1961 („Странник в странна страна“) до 1973 („Достатъчно време за любов“) Хайнлайн изследва някои от най-важните теми в творчеството си като индивидуализмът, либертарианството и свободната изява на физическа или емоционална любов. Три романа от този период („Странник в странна страна“, „Луната е наставница сурова“ и „Достатъчно време за любов“) получават наградата „Прометей“, давана за либертарианска фантастика от Футуристкото либертарианско общество. Джеф Ригенбах определя „Луната е наставница сурова“ като „безспорно един от трите или четирите най-влиятелни либертариански романи за последния век“.
Хайнлайн не публикува веднага „Странник в странна страна“, свободната любов и радикалния индивидуализъм са обстойно развити в първия му роман „За нас живите“. „Луната е наставница сурова“ разказва за войната за независимост, поведена от лунните наказателни колонии, със значителни коментари от главния герой за заплахата от правителствата (включително от републикански тип) за индивидуалната свобода.
Въпреки че преди това Хайнлайн пише фентъзи разкази, през този период той пише и първия си фентъзи роман „Пътят на славата“. В него, както и в „Странник в странна страна“ и „Няма да се уплаша от злото“, той смесва твърда научна фантастика и фентъзи, мистицизъм и сатира на организираната религия. Критиците Уилям Патерсън Младши и Андрю Торнтън считат, че това е израз на отдавнашната философска съпротива на Хайнлайн срещу позитивизма. Авторът заявява, че е бил повлиян от Джеймс Бренч Кейбел в поемането към нови литературни направления. Предпоследният роман на Хайнлайн, „Няма да се уплаша от злото“ е, според критика Джеймс Гилфорд, „почти вселенски считан за литературен провал“, което Гилфорд отдава на предстоящата смърт на автора от перитонит.

### Късни творби (1980 – 87)
След седемгодишно затишие поради здравословни проблеми, Хайнлайн написва пет нови романа в периода 1980 – 87 г., които са свързани от общи герои, време и места. Те най-точно изразяват философията и вижданията на автора за формата на управление, секса и религията, чрез ред дълги дидактични диалози и обяснения. Тези романи са приети със смесени чувства от почитателите му (и четирите му награди Хюго са от предишни години). Всички тези книги са написани в по-тежък дидактичен стил, който води началото си още от „Звездните рейнджъри“.
Някои от тези книги, като например „Числото на звяра“ и „Котката, която минава през стени“, започват като стройни приключенски истории, но се превръщат във философски фантазии в края. Въпрос на гледна точка е дали това показва липса на внимание към художественото майсторство или е съзнателно усилие да се разширят границите на научната фантастика в магически реализъм (продължавайки по този начин литературното търсене, започнало със „Странник в странна страна“) или в един вид литературна метафора на квантовата наука („Числото на звяра“ разглежда проблема за Наблюдателя, а „Котката, която минава през стени“ е директна препратка към експеримента с котката на Шрьодингер). Според критиците повечето от тези романи са отклонение от „Бъдещи истории“ и могат да бъдат отнесени по-скоро към „Светът като мит“.
Тенденцията Хайнлайн да прави препратки към самия себе си в книгите си, която започва със „Странник в странна страна“ и „Време достатъчно за любов“, става още по-очевидна в „Котката, която минава през стени“, чийто главен герой е осакатял военен ветеран, който става писател и се влюбва в жена със силен характер, наподобяваща собствената му съпруга Джини.
Романът му от 1982 г. „Фрайди“ е по-обикновена история (използваща герой и история от по-ранния разказ „Залив“, а също и от „Кукловодите“) продължава темата за разпадането на земното общество до степен, че главният герой е силно насърчен да търси нов „извънпланетарен живот“. Романът завършва с традиционната бележка на Хайнлайн (както в „Луната е наставница сурова“ и „Време достатъчно за любов“), че свободата ще бъде намерена на границите.
Романът от 1984 г. „Спечели облог за Сатаната“ е остра сатира на организираната религия.

### Посмъртни публикации
Няколко творби на Хайнлайн са издадени посмъртно, включително споменатата вече „За нас живите“, както и „Мърморене от гроба“ (сборник с писма на Хайнлайн и редактора и агента му). През 1992 г. излиза „Tramp Royale“, описваща пътуването на семейство Хайнлайн в южното полукълбо през 50-те. „Вземете си управлението“ („Take Back Your Government“) е книга, написана през 1946 г., за това как гражданите да взимат участие в демокрацията. Издаден е и сборникът „Реквием: Събраните творби на големия майстор“, който съдържа няколко разказа, неиздавани дотогава под формата на книга. „Извън основната редица“ („Off the Main Sequence“) е издадена през 2005 г., и съдържа три разказа, които изобщо не са издавани дотогава.
Спайдър Робинсън, колега, приятел и почитател на Хайнлайн, написва „Променлива звезда“ („Variable Star“), за чиято основа взима бележки на Хайнлайн от 1955 г. за юношески роман. Романът е публикуван през 2006 г. като съвместен проект между Робинсън и Хайнлайн.

## Влияние
Хайнлайн, заедно с Айзък Азимов и Артър Кларк, е определян като един от тримата майстори на научната фантастика, които я довеждат до тъй наречения Златен век на научната фантастика. Освен това през 50-те години Хайнлайн е една от водещите фигури, които изкарват жанра от нископлатените и по-малко престижни пълп-списания (евтини списания със сравнително нискокачествени произведения). Много от произведенията му, включително разкази, периодично се преиздават на различни езици и все още са на пазара, десетилетия след смъртта на автора.
Хайнлайн е повлиян от американския писател, философ и хуморист Чарлс Форт, който има решаващо влияние върху повечето писатели на научна фантастика от 20 век. Хайнлайн е и доживотен член на Международната фортианска организация. Негови писма често са изложени в офисите на организацията, а активното му участие е отбелязано в архивите ѝ.
Хайнлайн спомага за обособяването на социалната научна фантастика, като я отдалечава от космическата опера чрез по-литературен подход към въпросите на политиката и сексуалността. Като ответна реакция твърдата научна фантастика започва да се обособява като отделен поджанр и парадоксално Хайнлайн е считан за водеща фигура и в него заради задълбочените си познания в областта на инженерството и внимателните научни изследвания, описани в книгите му. Самият Хайнлайн заявява – с очевидна гордост – че в дните преди джобните калкулатори той и съпругата му Вирджиния работили няколко дни върху математическо уравнение, описващо орбитата на ракетата между Земята и Марс, което е сведено до едно изречение в романа „Звезден кадет“.
Хайнлайн има почти повсеместно влияние върху авторите на научна фантастика. В анкета от 1953 г., направена между авторите на научна фантастика, той е най-цитираното име от съвременните писатели. През 1974 г. той печели първата награда Гранд Мастър за цялостно творчество. Критикът Джеймс Гифорд пише: „Въпреки че много други автори са написали повече от Хайнлайн, малцина могат да твърдят, че имат такова голямо и повсеместно влияние. Много от писателите на научна фантастика от годините преди Златния век до днешни дни силно и ентусиазирано приписват на Хайнлайн собствените си ярки кариери и оформянето на стила и историите си“.
Отвъд научнофантастичната общност, няколко думи и фрази, измислени или приети от Хайнлайн, влизат в общоупотребявания английски език: Waldo, „Предай нататък“, moonbat и „grok“.
През 1962 г. Оберон Зел-Рейвънхарт (тогава все още използващ истинското си име, Тим Зел), основава Църквата на всички светове, която е неопаганистка религиозна оргнизация, наподобяваща в много отношения религиозните отношения в „Странник в странна страна“. От книгата са взети няколко идеи, включително полиаморията, различната структура на семейството, социалния либертарианизъм, ритуалите за споделяне на вода, приемането на всички религиозни пътеки с една традиция и използването на някои термини като „грок“, „Ти си Бог“ и „Дано никога нямаш жажда“. Въпреки че Хайнлайн не е нито член, нито поощрител на тази църква, създаването ѝ е съпроводено с честа кореспонденция между него и Зел, а авторът е платен абонат на списанието на църквата „Зелени яйца“. Църквата все още съществува, има членове из целия свят и е важна част от съвременната неопаганистката общност.
Хайнлайн спомага за приемането от обществото на космонавтиката като реална възможност. Историите му, публикувани в „Сатърдей Ивнинг Пост“, слагат началото на сериозния подход към въпроса. Подобният на документален филм „Дестинация Луна“ застъпва въпроса за космическата надпревара между САЩ и СССР почти десетилетие преди идеята да стане всекидневна и е предшестван от безпрецедентна рекламна кампания. Мнозина от астронавтите и останалите работещи в американските космически програми израстват с романите за юноши на Хайнлайн, доказателство за което е и марсианският кратер, кръстен на писателя и фрази, използвани от астронавтите от Аполо 15 в радио предаванията им, докато са на Луната.
Хайнлайн е и гост-коментатор в предаването на Уолтър Кронкайт, докато Нийл Армстронг и Едуин Олдрин кацат на Луната по време на мисията на Аполо 11. Тогава той отбелязва „Това е най-великото събитие в човешката история до този момент. Това е – днес е новогодишният ден на година първа“.
На 14 септември 1990 г. Хенри Холт открива астероиден пояс, в който кръщава главния астероид 6312 Робхайнлайн.
Въпреки активната кампания за убеждаване на секретаря на военноморския флот новият многофункционален разрушител DDG-1001 да се казва Робърт А. Хайнлайн корабът е кръстен Монсор, на името на Майкъл Монсор – тюлен, награден посмъртно с Медал за храброст за участието си във войната в Ирак.

## Предвещани изобретения
В творбите на Хайнлайн (а и на други писатели от този период) има много концепции, които впоследствие са осъществени под формата на истински продукти. Следва частичен списък.
- Автоматичните електрически ключове (от разказа „Човекът, който продаде Луната“)
- Сушилника за ръце (от разказа „Ковънтри“)
- Изготвяне на софтуер (от „Врата към лятото“)
- Роботизираната прахосмукачка (от „Врата към лятото“)
- Мобилния телефон (от „Звезден кадет“, „Между планетите“, „Фрайди“ и „Прехвърляне в безкрайността“)
- Уолдо (устройство, което позволява движение, наподобяващо движение на човешка ръка от машина, контролирана от човек) (от разказа „Уолдо“)
- Телеконферентната връзка (от „Уолдо“)
- Скрийнсейвъра (от „Странник в странна страна“)
- Линията Трансбей, част от БАРТ (от „Гражданин на вселената“)
- Водното легло (от „Двойна звезда“, „Странник в странна страна“, „Отвър хоризонта“ и „Уолдо“)
- Системата за отключване на врати без ключ (от „Числото на звяра“)
- Онлайн вестниците (от „Отвъд хоризонта“)
- Генетично модифицираните бебета (от „Отвъд хоризонта“)
- Радиосинхронизираните часовници (от разказа „Стават гафове“)
- Индивидуални тактически дисплеи на бойното поле (от „Звездните рейнджъри“)
- GPS-приемниците (от „Числото на звяра“)

## Награди
- 1951 – Награда Хюго за най-добър роман за „Farmer in the Sky“
- 1951 – Награда Хюго за най-добра повест за „Човекът, който продаде Луната“ („The Man Who Sold the Moon“)
- 1956 – Награда Хюго за най-добър роман за „Двойна звезда“ („Double Star“)
- 1960 – Награда Хюго за най-добър роман за „Звездните рейнджъри“ („Starship Troopers“)
- 1962 – Награда Хюго за най-добър роман за „Странник в странна страна“ („Stranger in a Strange Land“)
- 1967 – Награда Хюго за най-добър роман за „Луната е наставница сурова“ („The Moon Is a Harsh Mistress“)
- 1974 – Гранд Мастър

### Романи
| Първо издаване | Заглавие в оригинал                     | Заглавие на български      | Издания на български |
| -------------- | --------------------------------------- | -------------------------- | --- |
| 1947           | Rocket Ship Galileo                     |                            | |
| 1948           | Beyond This Horizon                     |                            | |
| 1948           | Space Cadet                             |                            | |
| 1949           | Red Planet                              |                            | |
| 1949           | Sixth Column                            |                            | |
| 1951           | Between Planets                         |                            | |
| 1951           | The Puppet Masters                      | Кукловодите                | 1993 – Издателство: „Design“. Превод: Едмонд Нерсезов. |
| 1952           | The Rolling Stones                      |                            | |
| 1953           | Farmer in the Sky                       |                            | |
| 1953           | Starman Jones                           |                            | |
| 1954           | The Star Beast                          | Звездният звяр             | 1989 – Издателство: „Отечество“. Превод: Огняна Иванова.                                                                                                  |
| 1955           | Tunnel in the Sky                       |                            | |
| 1956           | Double Star                             | Двойна звезда              | 1996 – Издателство: „Офир“. Превод: Кънчо Кожухаров. |
| 1956           | Time for the Stars                      |                            | |
| 1957           | Citizen of the Galaxy                   |                            | |
| 1957           | The Door into Summer                    | Врата към лятото           | 1996 – Издателство: „Офир“. Превод: Тинко Трифонов. |
| 1958           | Have Space Suit—Will Travel             |                            | |
| 1958           | Methuselah's Children                   | Децата на Метусела         | Издателство: „Диамант“. Превод: Росица Найденова. (ISBN 954-8472-70-8)                                                                                    |
| 1959           | Starship Troopers                       | Звездните рейнджъри        | 1994 – Издателство: „Офир“. Превод: Стефан Кулев. |
| 1961           | Stranger in a Strange Land              | Странник в странна страна  | 1996 – Издателство: „Камея“. Превод: Владимир Зарков. (ISBN 954-8340-18-6) 2007 – Издателство: „Сиела“. Превод: Владимир Зарков. (ISBN 954-28-0135-1)     |
| 1963           | Podkayne of Mars                        |                            | |
| 1963           | Orphans of the Sky                      | Сираци на вселената        | 1996 – Издателство: „Мега“. Превод: Валентин Кръстев. |
| 1963           | Glory Road                              | Пътят на славата           | 1994 – Издателство: „Бард“. Превод: Георги Стоянов. |
| 1965           | Farnham's Freehold                      | Имението на Фарнъм         | 2008 – Издателство: „Сиела“. Превод: Васил Велчев. (ISBN 978-954-28-0349-2)                                                                               |
| 1966           | The Moon Is a Harsh Mistress            | Луната е наставница сурова | 1995 – Издателство: „Аргус“. Превод: Владимир Зарков. (ISBN 954-570-016-5) 2007 – Издателство: „Сиела“. Превод: Владимир Зарков. (ISBN 978-954-28-0141-2) |
| 1970           | I Will Fear No Evil                     | Няма да се уплаша от злото | 2009 – Издателство: „Бард“. Превод: Юлиян Стойнов. (ISBN 978-954-655-038-5)                                                                               |
| 1973           | Time Enough for Love                    | Достатъчно време за любов  | 2002 – Издателство: „Квазар“. Превод: Васил Велчев. (ISBN 954-8826-33-X)                                                                                  |
| 1980           | The Number of the Beast                 |                            | |
| 1982           | Friday                                  | Фрайди                     | 1999 – Издателство: „Лира Принт“. Превод: Владимир Зарков. (ISBN 954-8610-41-8)                                                                           |
| 1984           | Job: A Comedy of Justice                | Спечели облог за Сатаната  | 1997 – Издателство: „Лира Принт“. Превод: Силвана Миланова, Владимир Зарков. (ISBN 954-8610-15-9)                                                         |
| 1985           | The Cat Who Walks Through Walls         |                            | |
| 1987           | To Sail Beyond the Sunset               | Отвъд залеза               | 1998 – Издателство: „ПАН“. Превод: Светлана Комогорова. (ISBN 954-657-169-5)                                                                              |
| 2003           | For Us, The Living: A Comedy of Customs |                            | |
| 2006           | Variable Star                           |                            | |

### Сборници
Списъкът е непълен.
| Първо издаване | Заглавие в оригинал                        | Заглавие на български                             | Издания на български                                                         |
| -------------- | ------------------------------------------ | ------------------------------------------------- | ---------------------------------------------------------------------------- |
| 1950           | The Man Who Sold the Moon                  |                                                   |                                                                              |
| 1950           | Waldo & Magic, Inc.                        | Уолдо & Корпорация „Магия“                        | 1993 – Издателство „Камея“. Превод: Александър Кръстев. (ISBN 954-8340-01-1) |
| 1951           | The Green Hills of Earth                   | Зелените хълмове на Земята (променено съдържание) | 1986 – Издателство: „Георги Бакалов“. Превод: Виолета Чушкова.               |
| 1953           | Assignment in Eternity                     |                                                   |                                                                              |
| 1953           | Revolt in 2100                             |                                                   |                                                                              |
| 1958           | The Robert Heinlein Omnibus                |                                                   |                                                                              |
| 1959           | The Menace From Earth                      |                                                   |                                                                              |
| 1959           | The Unpleasant Profession of Jonathan Hoag |                                                   |                                                                              |
| 1965           | Three by Heinlein                          |                                                   |                                                                              |
| 1966           | A Robert Heinlein Omnibus                  |                                                   |                                                                              |
| 1966           | The Worlds of Robert A. Heinlein           |                                                   |                                                                              |
| 1967           | The Past Through Tomorrow                  |                                                   |                                                                              |
| 1973           | The Best of Robert A. Heinlein             |                                                   |                                                                              |
| 1980           | Expanded Universe                          |                                                   |                                                                              |
| 1999           | The Fantasies of Robert A. Heinlein        |                                                   |                                                                              |
| 2003           | Infinite Possibilities                     |                                                   |                                                                              |
| 2004           | To the Stars                               |                                                   |                                                                              |
| 2005           | Off the Main Sequence                      |                                                   |                                                                              |
| 2005           | Four Frontiers                             |                                                   |                                                                              |
| 2006           | Outward Bound                              |                                                   |                                                                              |